# 아사달
아사달(阿斯達)은 고조선(古朝鮮)의 수도로 전해지는 지명이다. 백악산 아사달(白岳山阿斯達), 궁홀산(弓忽山) 금며달(今㫆達)이라고도 한다. 《삼국유사》가 인용한 《고기(古記)》에 따르면, 단군이 평양성에 고조선을 세웠다가 아사달로 도읍지를 옮겨서 약 1,500년간 나라를 다스렸으며, 이후 기자(箕子)를 피해 도읍을 장당경으로 옮겼다고 한다. 아사달의 정확한 위치는 알 수 없다.

## 개요
아사달(阿斯達)은 단군이 세운 고조선(古朝鮮)의 수도로 전해지고 있다. 《삼국유사》가 인용한 《위서》(魏書)에 따르면 아사달은 단군조선의 도읍지이며 아사달에 도읍하고 나라를 건국한 시기는 중국 신화 속의 제왕인 요(堯)와 같은 시기라고 한다. 한편 이어서 인용된 《고기(古記)》에 따르면 단군이 평양성(平壤城)에 도읍하였다가 백악산아사달(白岳山阿斯達)로 옮겨 1,500년 동안 다스렸으며, 기자조선이 성립되자 장당경(藏唐京)으로 옮겼다가 아사달로 돌아와 산신(山神)이 되었다고 한다. 이에 따르면 고조선은 도읍지를 여러 차례 옮긴 것이 된다. 한편 《삼국유사》와 더불어 단군에 대한 가장 오래된 기록 중 하나인 《제왕운기》는 《본기(本紀)》라는 현전하지 않는 기록을 인용하여 단군이 상나라 무정 8년에 아사달산으로 들어가 신이 되었다고 기록하고 있다. 《동국통감》과 《동사강목》은 《제왕운기》의 기록을 중심으로 하여 아사달을 단군이 은거하여 신이 된 곳으로 기록하고 있다.

## 위치
일연은 《삼국유사》에서 아사달의 위치에 대하여 무엽산(無葉山), 백악(白岳) 등 산으로 이해하여 백주(白州, 지금의 황해도 연백군)로 비정하는 기록과 개성 동쪽의 백악궁(白岳宮, 현재는 위치 미상)으로 비정하는 기록을 함께 전하고 있다. 《제왕운기》에는 황해도 구월산으로 비정되어 있다. 《고려사》 김위제전(金謂磾傳)에는 신지선인(神誌仙人)의 비사(秘詞)에 있는 백아강(白牙岡)에 대한 설을 인용하여 지금의 평양을 아사달로 비정하고 있기도 하다. 윤내현은 《고조선 연구》에서 아사달 및 고조선의 중심지 위치가 다섯 차례 이동하였다고 주장하고 있다. 일반적으로 한국사학계에서는 아사달은 신화 속의 장소이므로 실제 위치가 어디인지를 굳이 고증하지 않는다.

## 어원에 대한 견해
아사달이 조선(朝鮮)을 의미하는 고유어라는 견해도 있다. 이병도는 아사달의 뜻을 '아침의 땅', '아침의 산', '빛나는 아침의 땅' 등으로 해석하고, 아침 조(朝)자와 빛날 선(鮮)자를 합쳐서 조선(朝鮮)이라고 불렀을 것으로 추정했다. 그는 아사달의 '아사'는 아침의 한국 고대어일 것이며, '달'은 양달(陽地)·응달(陰地)의 '달'(地)과 같이 땅을 뜻하는 것으로 아사달은 조양(朝陽) 또는 조광(朝光)의 땅이라는 뜻인데, 이것이 한자로 조선(朝鮮)으로 표기되었을 것으로 보았다.
'아사'를 '작다(小)'의 뜻이라고 주장하는 학자들이 있다. 양주동은 아사달의 어원는 ‘앗달’, 그 원뜻은 ‘子山.小山’의 뜻으로 해석하였고, 천소영은 적은 산(小山, 子山), 또는 버금산[次山]으로 해석하였다. 또한 박광해는 이와 관련된 지명들로 '동자골/구사파의(童子忽/仇斯波衣)', '아진압/궁악/안협(阿珍押/窮嶽/安峽)', '평진파의(平珍波衣)', '구시진혜/귀단(仇斯珍兮/貴旦)', '백악(白岳)' 등을 제시하였다. 이와 같은 주장은 지명은 주로 '지형의 특징' + '지형의 종류'로 구성된다고 보는 지명학적 관점에도 부합하는 설이다.
한편 '아사'가 '母', '大'의 뜻을 가진 '엇/어ᅀᅵ'라는 견해가 있다. 《삼국사기》 지리지에 나오는 '母城郡/也次忽', '於斯內縣/廣平縣', '於斯買/橫川縣' 등이 동계어라는 주장이다. 일본어 'osi(大)', 'osa(長)', 'usi(領有者)' 등과 동계어이며, 일본 고대 왕도 아스카(飛鳥)의 '아스' 역시 '왕'을 뜻하는 동계어라고 한다. 그러나 '엇내ㆍ橫川'라는 지명은 물줄기가 합류하는 특징을 반영한 '얼-', '交河' 계통의 지명이라는 견해 또한 있다.

## 같이 보기
- 고조선(古朝鮮)
- 단군(檀君)
- 평양성(平壤城)
- 장당경(藏唐京)
- 고조선의 건국 신화